# Michael Witzel

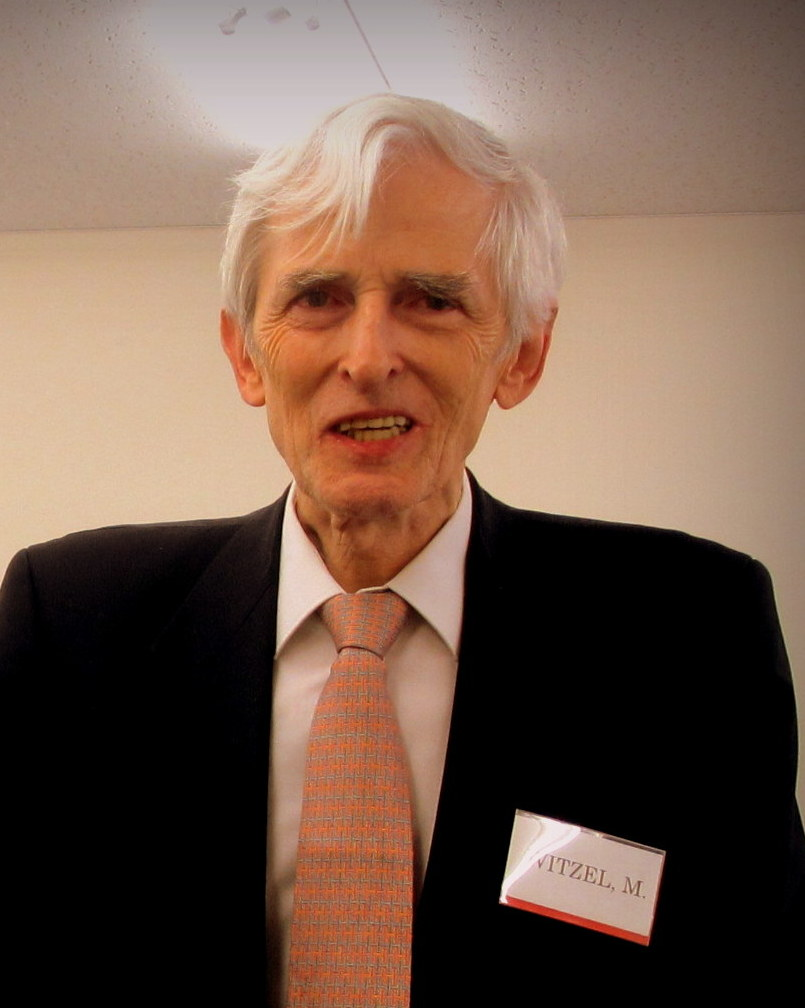
Michael Witzel in 2013

Michael Witzel (18 juli 1943, Schwiebus) is een Duits-Amerikaanse professor Sanskriet aan de Harvard-universiteit.
Witzel studeerde tussen 1965 en 1971 Indiakunde bij onder meer Paul Thieme en Karl Hoffmann. Van 1972 tot 1973 studeerde hij in Nepal mimamsa bij Jununath Pandit. Hij doceerde Indologie aan de Eberhard-Karls-Universiteit. Tussen 1978 en 1986 doceerde hij Sanskriet aan de Universiteit Leiden en vanaf 1986 aan Harvard als Wales Professor of Sanskrit. Hij was tweemaal gastdocent in Kioto, Parijs en Tokio.
Zijn vroege onderzoek richtte zich op de Veda's met onder meer een vertaling van de Katha-Aranyaka. In Harvard begon Witzel met het plaatsen van de verschillende vedische composities en de vele shakha's (recensio) in tijd en plaats. Hij richtte zich aanvankelijk op de Kuru's, de stichters van de eerste staat in India, daarbij samenwerkend met archeologen als Richard Meadow. Hij richtte zich ook op astronomie in de Veda's en substraattalen in India, meer specifiek substratum in vedisch Sanskriet.
Waar volgens Witzel het thuisland of de Urheimat van het Proto-Indo-Europees (PIE), het Proto-Indo-Europees thuisland, al twee eeuwen gevonden werd in het gebied waar de auteur van een verhandeling daarover vandaan kwam, gold dat volgens hem ook voor het thuisland van het Proto-Indo-Iraans. Naast de taalkundige vergelijkende methode onderzocht Witzel vooral vanaf de millenniumwisseling vergelijkende mythologie en kwam zo tot een bijna wereldomvattende mythologie. Aangezien het gebied zowel Amerika als Eurazië zou hebben omvat, noemde hij zijn hypothese naar het paleocontinent Laurazië waarvan de mythologie te onderscheiden zou zijn van die van wat ooit Gondwana was.
Witzel bekritiseerde de door het hindoenationalisme gepropageerde out-of-India-theorie die uitgaat van inheemse Ariërs. Zo verweerde hij zich ook tegen de aanpassingen van Californische studieboeken over hindoegeschiedenis.
Met Steve Farmer en Richard Sproat betoogde hij verder dat het Indusschrift geen taal weergeeft, maar niet-linguïstische symbolen zoals ook gebruikt worden in onder meer de heraldiek. Dit omdat de teruggevonden teksten kort zijn, maximaal 34 tekens en gemiddeld 5.